# Aubonne
Aubonne je obec (malé město) na jihozápadě Švýcarska, v okrese Morges v kantonu Vaud. Žije zde přibližně 3 200 obyvatel.

## Geografie

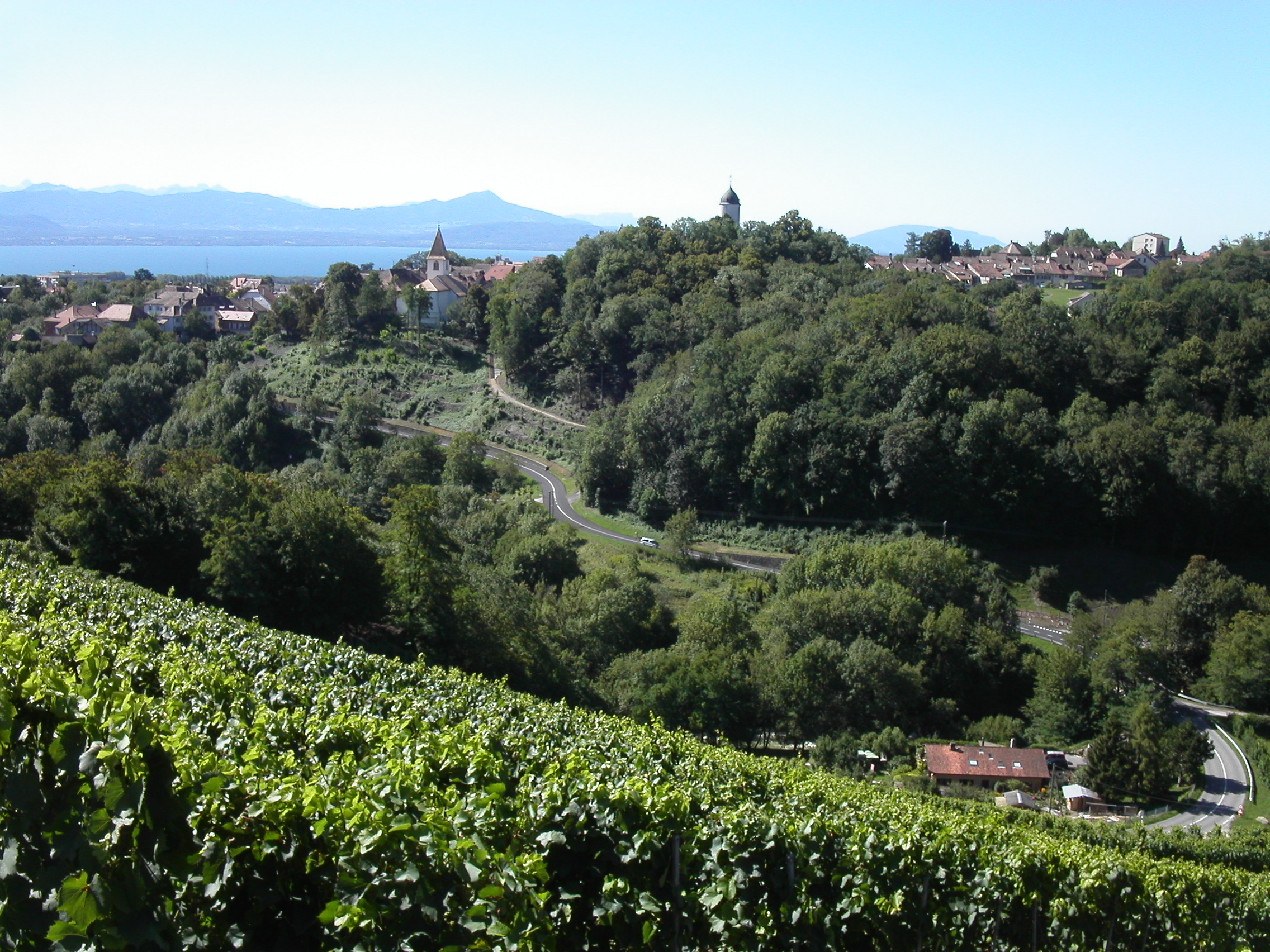
Centrální část města

Aubonne leží v nadmořské výšce 508 m, vzdušnou čarou 8 km západně od okresního města Morges. Historické město se nachází na ostrohu nad údolím řeky Aubonne, na okraji podhůří Jury, v panoramatické poloze asi 130 metrů nad hladinou Ženevského jezera.
Území obce zahrnuje část na okraji podhůří Jury. Území obce se rozkládá od oblasti na úpatí Vaud Côte směrem na sever až do údolí Aubonne, které je vyhloubeno hluboko v molasových vrstvách podhůří Jury. Východní hranici obce tvoří klikatý tok řeky Aubonne v tomto údolí. Území obce Aubonne zahrnuje západní svah údolí a malé boční údolí, z něhož je do města veden kanál Armary. Nejvyšší nadmořská výška v Aubonne je 643 metrů nad mořem na náhorní plošině Jury. V roce 1997 bylo 19 % území obce pokryto zastavěnou plochou, 13 % lesy a lesními porosty, 67 % zemědělskou půdou a o něco méně než 1 % neproduktivní půdou.
Aubonne zahrnuje několik nových sídel, vesnice Trévelin (500 m n. m.) a Bougy-Saint-Martin (549 m n. m.) na svazích Côte a několik samostatných zemědělských podniků a od 1. července 2011 také bývalou obec Pizy. Sousedními obcemi Aubonne jsou Allaman, Féchy, Essertines-sur-Rolle, Saint-Livres, Lavigny a Etoy.

## Historie

Letecký pohled (1919)

Oblast dnešního centra Aubonne byla osídlena velmi brzy. Nejstarší artefakty pocházejí z doby bronzové a byly zde objeveny základy římské vily. Hrobové nálezy pocházejí z raného středověku.
První písemná zmínka o obci pochází z roku 1177 a nese název Albona, v roce 1606 se objevil pravopisný název Aulbonne. Město se rozvíjelo kolem hradu pánů z Aubonne, který byl postaven v 11. století a v první polovině 13. století byl opevněn. V roce 1255 byl hrad i město prodáno savojskému hraběti Petru II. Ten dal panství v léno rodu Thoire-Villars, od něhož přešlo v roce 1393 prostřednictvím rodu Grandson na pány z Gruyères. Až do 15. století bylo Aubonne nejdůležitějším městem v oblasti Vaud Côte mezi Ženevou a Lausanne. Od 13. století se zde konaly týdenní trhy a od roku 1487 se zde každoročně konají dva třídenní trhy.
Protože hrabě z Gruyères byl spojencem konfederátů, bylo Aubonne ušetřeno následků burgundských válek v roce 1476. Po dobytí Vaudu Bernem v roce 1536 přešlo město pod bernskou svrchovanost, ale až do roku 1553 stále patřilo hrabatům z Gruyères.
V následujícím období panství často měnilo majitele. V roce 1670 jej koupil Francouz Jean-Baptiste Tavernier, v roce 1685 Henri Duquesne, který jej v roce 1701 prodal Bernu, jenž v bývalém panství Aubonne zřídil stejnojmenné hejtmanství. Po pádu Staré konfederace patřilo městečko v letech 1798–1803 v období helvétského soustátí ke kantonu Léman, který byl poté po vstupu v platnost Ústavy o zprostředkování sloučen s kantonem Vaud. Mezi lety 1803 a 2007 bylo město sídlem stejnojmenného okresu, od roku 2007 patří k okresu Morges.
Samostatná obec Pizy se 1. července 2011 sloučila s Aubonne a 1. ledna 2021 je součástí města také bývalá obec Montherod.

## Obyvatelstvo
| Rok            | 1764 | 1850 | 1900 | 1910 | 1930 | 1950 | 1960 | 1970 | 1980 | 1990 | 2000 |
| Počet obyvatel | 1101 | 1730 | 1736 | 1621 | 1565 | 1682 | 1766 | 1983 | 1958 | 2410 | 2570 |

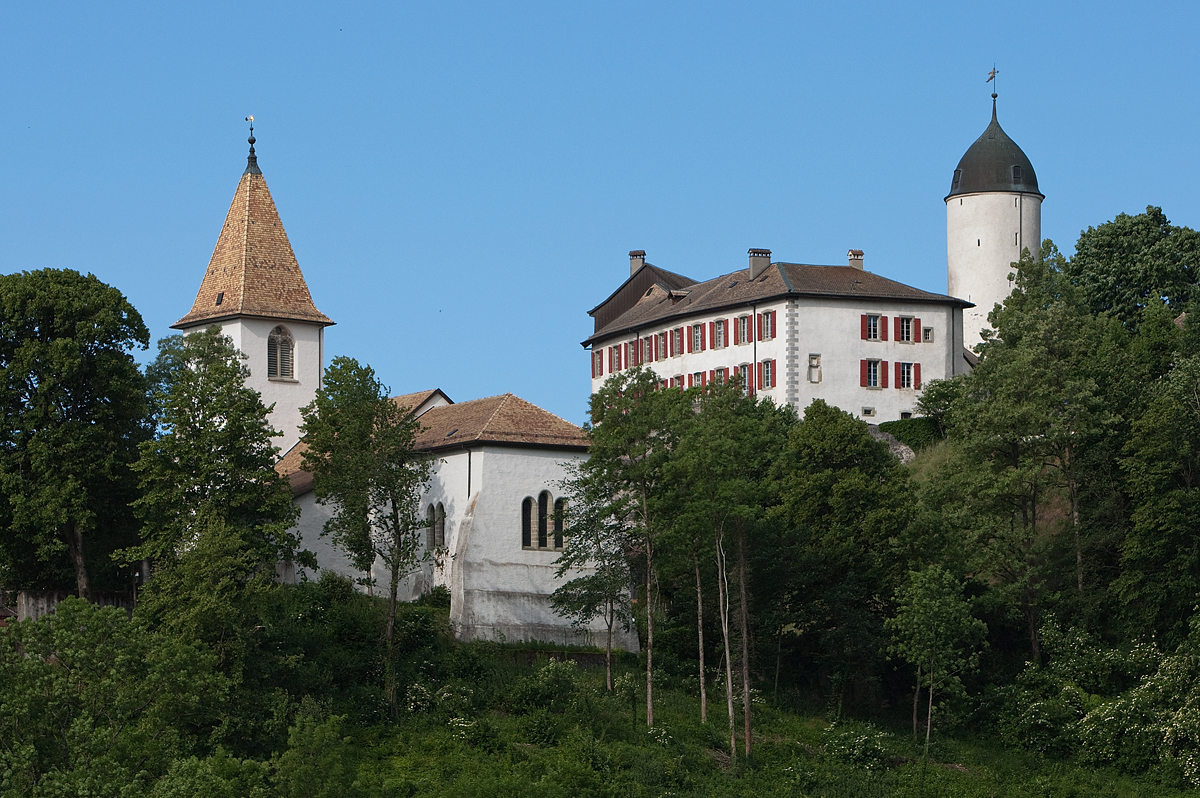
Zámek a kostel

Z celkového počtu obyvatel je 84,1 % francouzsky mluvících, 5,2 % německy mluvících a 3,6 % portugalsky mluvících (stav v roce 2000). V roce 1850 žilo v Aubonne celkem 1730 obyvatel a v roce 1900 1736 obyvatel. Po roce 1950 (1682 obyvatel) se počet obyvatel začal výrazně zvyšovat.

## Hospodářství

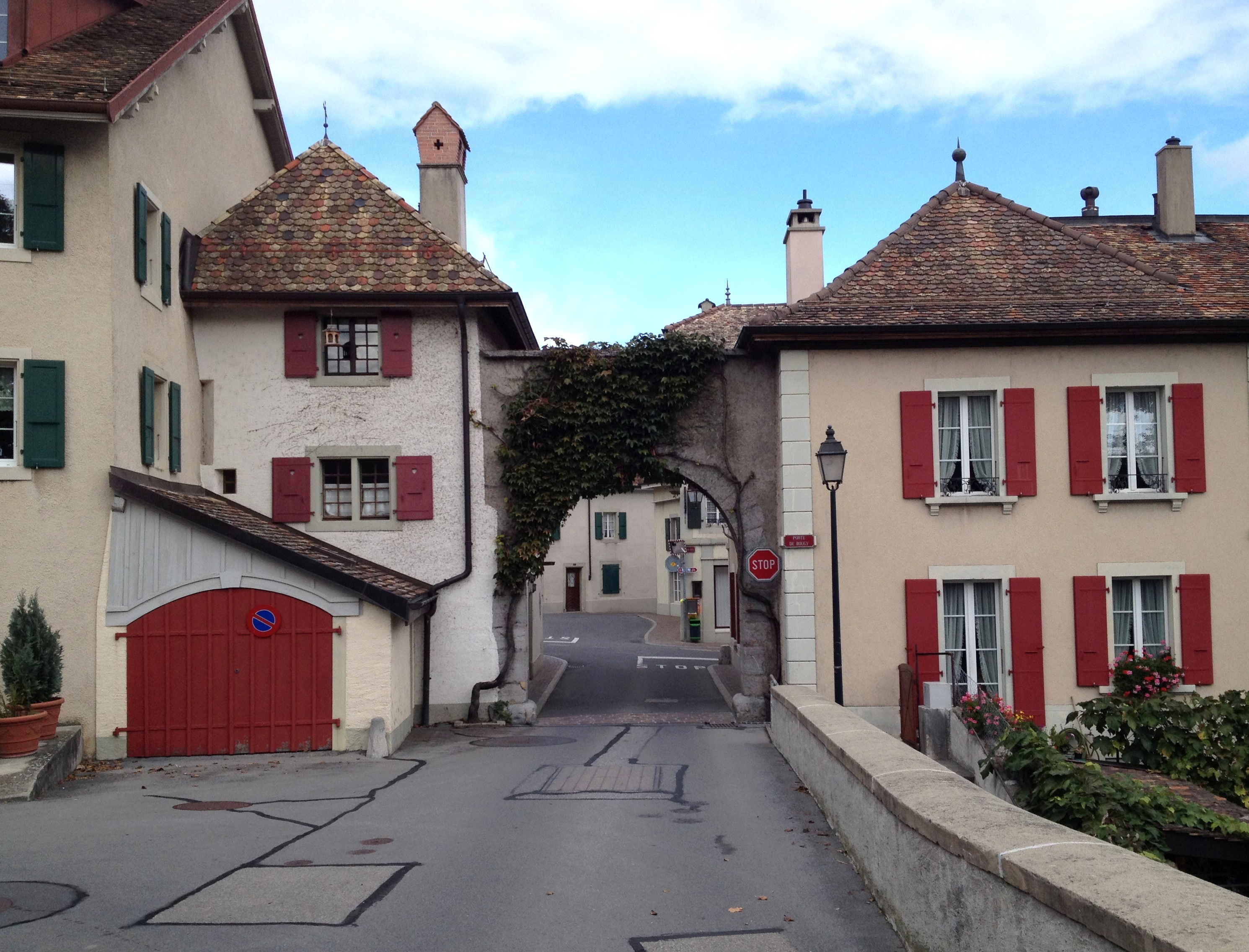
Městská brána Porte de Bougy

Aubonne bylo dlouho malým městem, které se vyznačovalo zemědělstvím. Dnes hraje zemědělství v obživě obyvatelstva jen malou roli. Na svazích Côte pod Aubonne se nachází rozsáhlá vinařská oblast. Ve zbytku zemědělské oblasti převažuje orná půda.
Protože Aubonne neleží na železniční trati z Lausanne do Ženevy, která byla vybudována v polovině 19. století, přišla industrializace až poměrně pozdě. První továrnou, která v obci vznikla, byla prachárna Aubonne, která byla založena v roce 1853 a od roku 1997 je privatizována. Další významné podniky přibyly až v polovině 20. století. Patří mezi ně přesná slévárna, společnost Velcotrex SA (lepicí spojovací materiál), laboratoře Serono, obchod s nábytkem IKEA a farmaceutický průmysl. Průmyslová zóna se nachází na náhorní plošině u silnice spojující dálnici s městem. Většina pracovních míst je v sektoru služeb. V posledních desetiletích se město rozvíjí jako rezidenční obec. Nové obytné čtvrti vznikly především na západě a jihozápadě starého města.

## Doprava
Aubonne leží na staré dopravní cestě Route de l’Etraz, která přechází řeku Aubonne pod městem. Tento most přes Aubonne je zmiňován již ve 14. století. V roce 1847 byl o 500 m výše postaven nový most, aby mohla být silnice z Lavigny vedena přímo do centra Aubonne.
Městečko má dobré silniční spojení. Leží na křižovatce hlavních silnic z Rolle do Cossonay a z Allamanu do Gimelu. Dálniční křižovatka Aubonne na dálnici A1 (Ženeva–Lausanne), která byla otevřena v roce 1964 a prochází územím obce, je vzdálena asi 2 km od centra města.
Nejbližší železniční stanice na trati Lausanne–Ženeva (úsek z Morges do Coppet), která byla otevřena 14. dubna 1858, se nachází v Allamanu, těsně za obcí. Od 23. července 1896 do 17. května 1952 byla v provozu elektrická dráha z Allamanu do Aubonne. Dnes je Aubonne napojeno na síť veřejné dopravy autobusovou linkou Allaman – Aubonne – Gimel. Do Rolle a Etoy jezdí také poštovní autobusy.

## Osobnosti
- Alexandre Yersin (1863–1943), lékař-bakteriolog
- Michal I. Rumunský (1921–2017), rumunský král, žil a zemřel v Aubonne